# 班基
班吉（法語：Bangui；桑戈语：Bangî；英语曾写作Bangi）是中非共和国首都与最大城市，东南面与刚果民主共和国南乌班吉省松戈隔河相望，是全球少数设于国界附近的首都之一。班吉始建于1889年，当时是法国的前哨站，并以其位于乌班吉河（法语：Oubangi、英语：Ubangi）北岸而命名，而乌班吉河本身是根据该定居点旁的急流所命名的，标志着从布拉柴维尔向北可通航水域的终点。由于持续的政治动荡，班吉于1996年被评为世界上最危险的城市之一。 
中非共和国大多数人口都居住在该国西部的班基和周边地区。该城市是中非共和国的自治市（commune autonome），被翁贝拉-姆波科省包围，面积为67平方（26平方英里），是该国最小的高级行政区划，但在人口方面是最高的。截至2021年，该市估计有812,407人。
班基市由8个城区（arrondissements），16个镇（groupements）和205个街区（quartiers）组成。作为中非共和国的首都，班基是该国行政、贸易和商业中心。国民议会、政府建筑、银行、外国企业，以及大使馆、医院、酒店、主要市场和恩加拉巴中央监狱都设在这里。班吉圣母院大教堂是天主教班吉总教区的驻地。该市还拥有于1970年开办的班基大学以及班吉-姆波科国际机场。班基同时生产纺织品、食品、啤酒、鞋子和肥皂，另有小工业区产雪茄、金属、办公机械等。

## 历史
在班吉及其周围地区进行的考古研究已经发现了至少26个古代铁器时代遗址，其中包含许多冶金工具和物品，揭示了该城市及周围地区欧洲殖民前的历史。 这些考古遗址于2006年4月11日被列入联合国教科文组织文化类别的《世界文化遗产暂定名录》中。 考古学家和保护机构正在研究距离班基最近的考古遗址“彭德雷-森格遗址”（Pendere-Sengue），距离独立大道800（2,600英尺）。这个史前冶金遗址已挖掘出数千片陶瓷碎片、铁器、陶器和一个重达9（20磅）的铁铲。根据与尼日利亚和苏丹类似的遗址进行比较，此遗址的年代可追溯至公元前9世纪。 

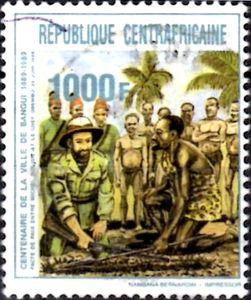
1989年纪念班吉建城百年的邮票，描绘了米歇尔·多里西和当地酋长格本博之间达成的最初 “和平协议”。

现代的班吉定居点由米歇尔·多利西（Michel Dolisie）和阿尔弗雷德·乌扎克（Alfred Uzac）于1889年6月26日创建，这是在布拉柴维尔行政官阿尔伯特·多利西（Albert Dolisie）的指示下完成的。 当时这个地方是法属刚果的上游地区，即现今的刚果共和国。原本最初的定居点位于乌班吉河以南6英里（9.7）处。该地区首先被组织为上乌班吉领地（Haut-Oubangui），接著成为乌班吉沙立殖民地。 这些地区最初的首府分别位于更上游的阿比拉斯（les Abiras）和波塞尔堡（Fort de Possel），但班吉的急流阻碍了它们沿河的直接通信，使得班吉的定居地变得越来越重要，直到1906年，法国政府选择班吉作为新的总部所在地。在第二次世界大战期间，班吉被并入法属赤道非洲，在被维希和自由法国控制期间，班吉作为军事和行政中心保持着重要地位。当时法国在班吉运营了无线电发射台，1932年被描述为“非洲最偏远的无线电台”。 

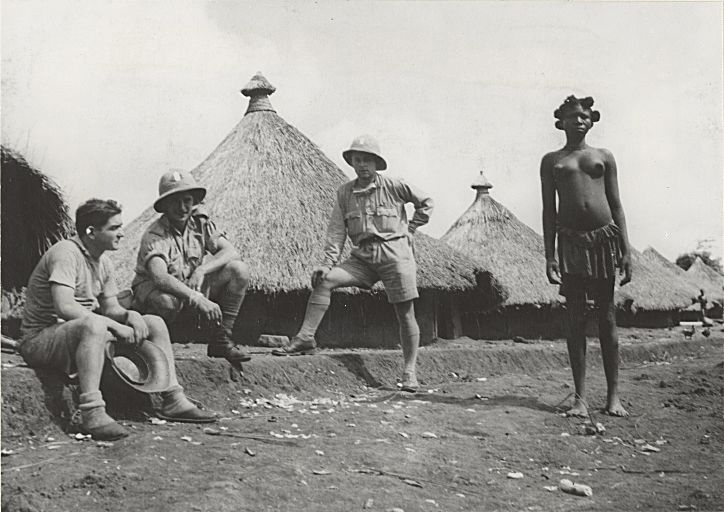
1940年，一位当地妇女与班吉附近的自由法国士兵。

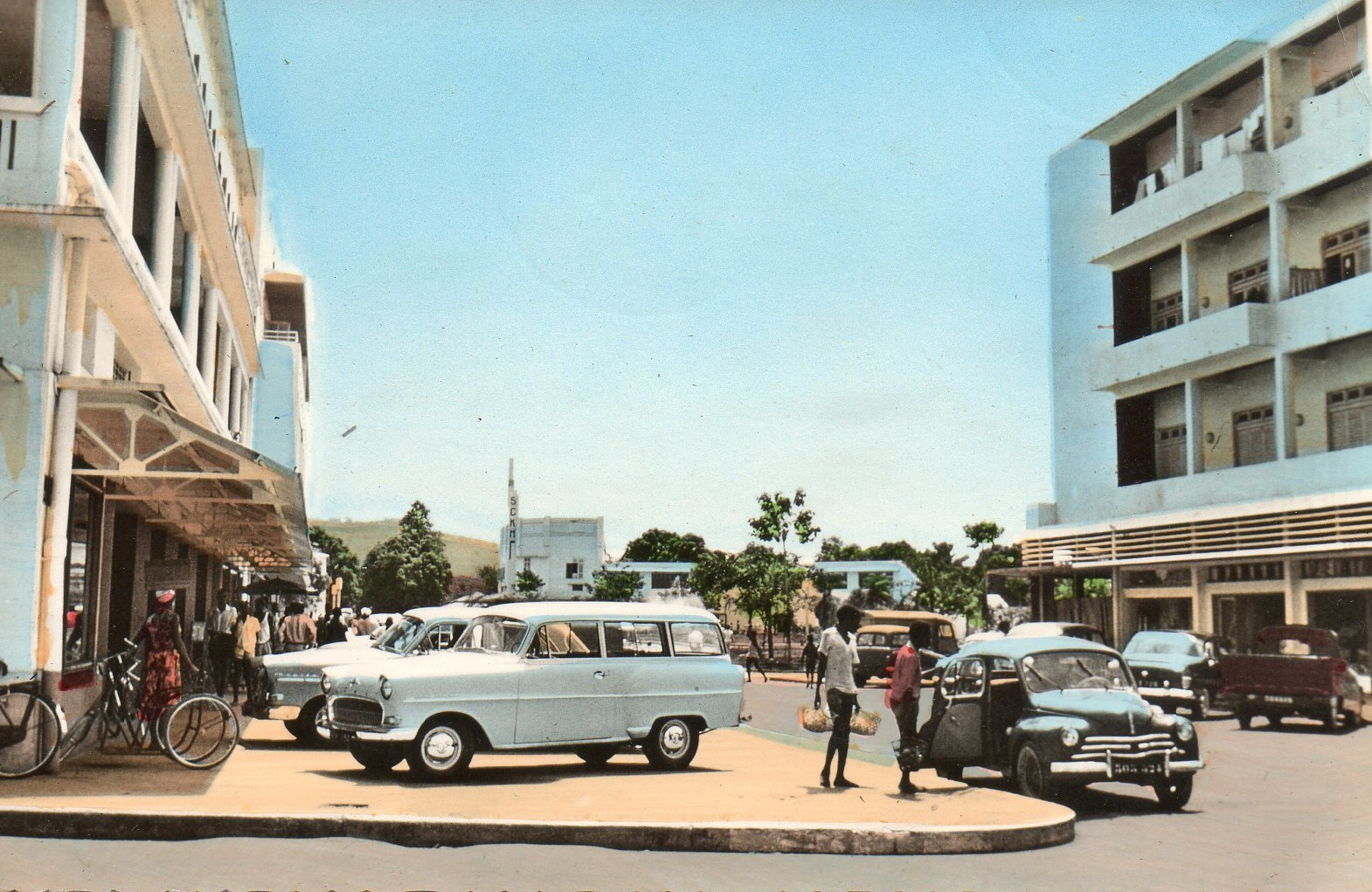
1960的班吉

1958年，乌班吉沙立殖民地获得了自治权，并于1960年从法国独立为中非共和国。 1970年，总统让-贝德尔·博卡萨创立班吉大学。 次年，他建立国家航空公司中非航空（Air Centrafrique），并下令在班吉兴建两家新的豪华酒店。由于博卡萨总统不受控制的开支，班吉与巴黎之间的紧张关系加剧，西方银行拒绝再向他贷款。 法国人与班基之间的关系在1974年4月更加恶化，当时班基一间旅馆房间中发现了女子布里吉特·米鲁克斯（Brigette Miroux）的尸体。法国媒体报导她曾是博卡萨的情妇，而博卡萨谋杀了她。 因此，博卡萨禁止法国报纸进口，并控制法新社驻班吉办事处。 到1975年，班基人口已达到300,723人。 
1981年3月，班吉举行选举后发生大规模暴力事件，法国进行了梭鱼行动，推翻自称皇帝博卡萨一世的博卡萨，并由戴维·达科接任总统。博卡萨在1986年秋自愿返回班吉后被捕并受审，起初被判死刑，后于1988年2月改判终身监禁。 1981年9月1日，戴维·达科军队的参谋长、将军安德烈·科林巴以国家即将陷入内战为借口接管了当地法军控制权，并自认总统和国家元首。科林巴总统试图打击腐败和控制国家经济，但他未能实现自己的改革，到了1980年代中期该国经济恶化，80%的收入用于支付公务员的薪水。 
在由法国、美国、日本、德国、欧盟、世界银行和联合国组成的捐助团体GIBAFOR的压力下，科林巴总统于1991年推行多党政府，并恢复了一定程度的民主。在1993年和1994年举行选举中，科林巴政府在明显会输的情况下对第一轮选举暗中操作，但在GIBAFOR的持续施压下，中非于1994年再次举行选举，并得到联合国选举援助小组的帮助。在此次选举中，安热-费利克斯·帕塔塞当选成为新总统，但由于他来自中非北部，因此在中非南部支持科林巴的派系在1996年发起了叛乱。 
1996年5月，中非共和国约200名士兵在班吉发动叛变，要求加薪并要求帕塔塞总统辞职。 在事件中叛军抢劫并杀死50多人，随后驻扎在该国的法国部队镇压了叛乱并恢复了帕塔塞政权。 1997年初，帕塔塞于再次当选总统后宣布建立全国团结政府，帕塔塞政府、反对党和宗教团体于1997年1月签署了班吉协议，旨在调和竞争政治派系、改革和加强经济。 同年，叛军反对于班吉设立军事基地，并在6月发起新一轮叛乱。
由于经常发生政治动荡，班吉于1996年被评为全球最危险城市之一。 2002年10月25日，由国际支持下，弗朗索瓦·博齐泽将军的部队袭击了该国几个城镇并袭击班吉。 博齐泽拒绝接受中非政府的逮捕令并带着约一百名士兵叛变，与支持帕塔塞的班吉北部社区进行街头巷战，之后逃往北方。 博齐泽流亡到乍得，但他的部队之后回到了班吉继续战斗。在维和部队近乎瘫痪的情况下帕塔塞政府孤立无援，博齐泽的部队在乍得的支援下成功推翻帕塔塞政府。帕塔塞总统出访尼日返回时被禁止降落于班吉，逃往多哥寻求庇护，而博齐泽夺取了权力并暂停了宪法，成立了全党国家过渡政府作为临时机构，然而不信任氛围继续存在于各派之间。 

### 2013年衝突

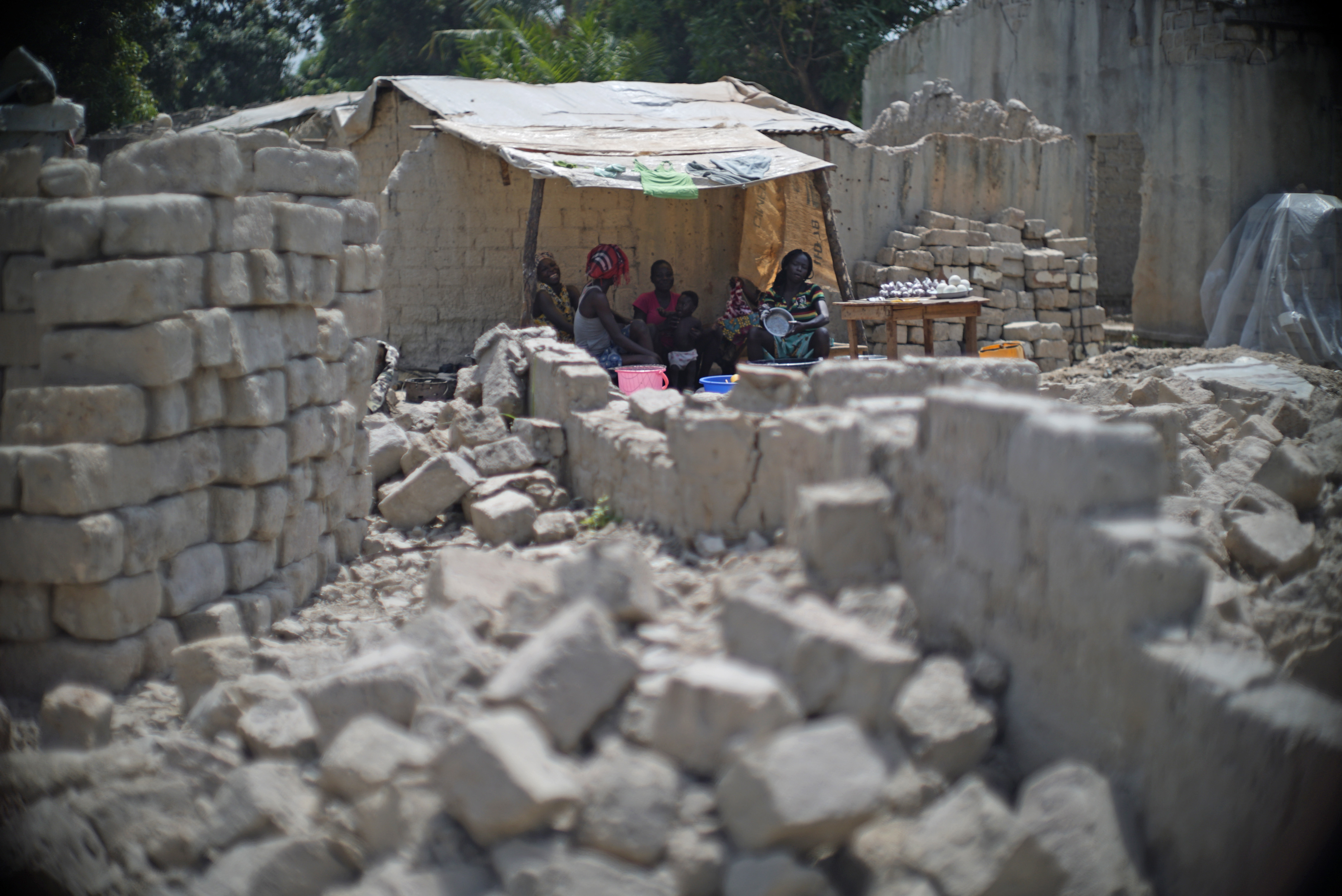
在PK5社区，一个家庭用来自难民营的防水布遮阳，四周是用来重建家园的砖块。

2012年底，塞雷卡反叛博齐泽的专制统治并进入该市。在占领了布里亚（Bria）、西布特（Sibut）和其他重要城镇后，他们即将占领邻近班吉的最后一个战略城镇达马拉（Damara）。法国和美国拒绝支持博齐泽总统，而MISCA则增援兵力进入班吉进行维和。 
2013年1月，反叛军停止行动，希望通过谈判达成解决方案。 在达成停火和权力分享协议之后，塞莱卡和博齐泽总统同意履行反叛军的要求，包括释放反叛军囚犯和驱逐外国军队出境。协议允许博齐泽总统完成他的剩余任期，并在新政府中纳入塞莱卡的成员，还同意在2016年举行新一轮选举。 但该协议未能得到遵守，于是反叛军于2013年3月23日占领了班吉，迫使博齐泽总统出逃。 
截至2014年1月初已约有500,000人逃离班吉，几乎占班吉市人口的一半。 
2021年1月13日，约有200名叛军袭击班吉，在被击退前杀死了一名维和士兵。 

## 地理及氣候

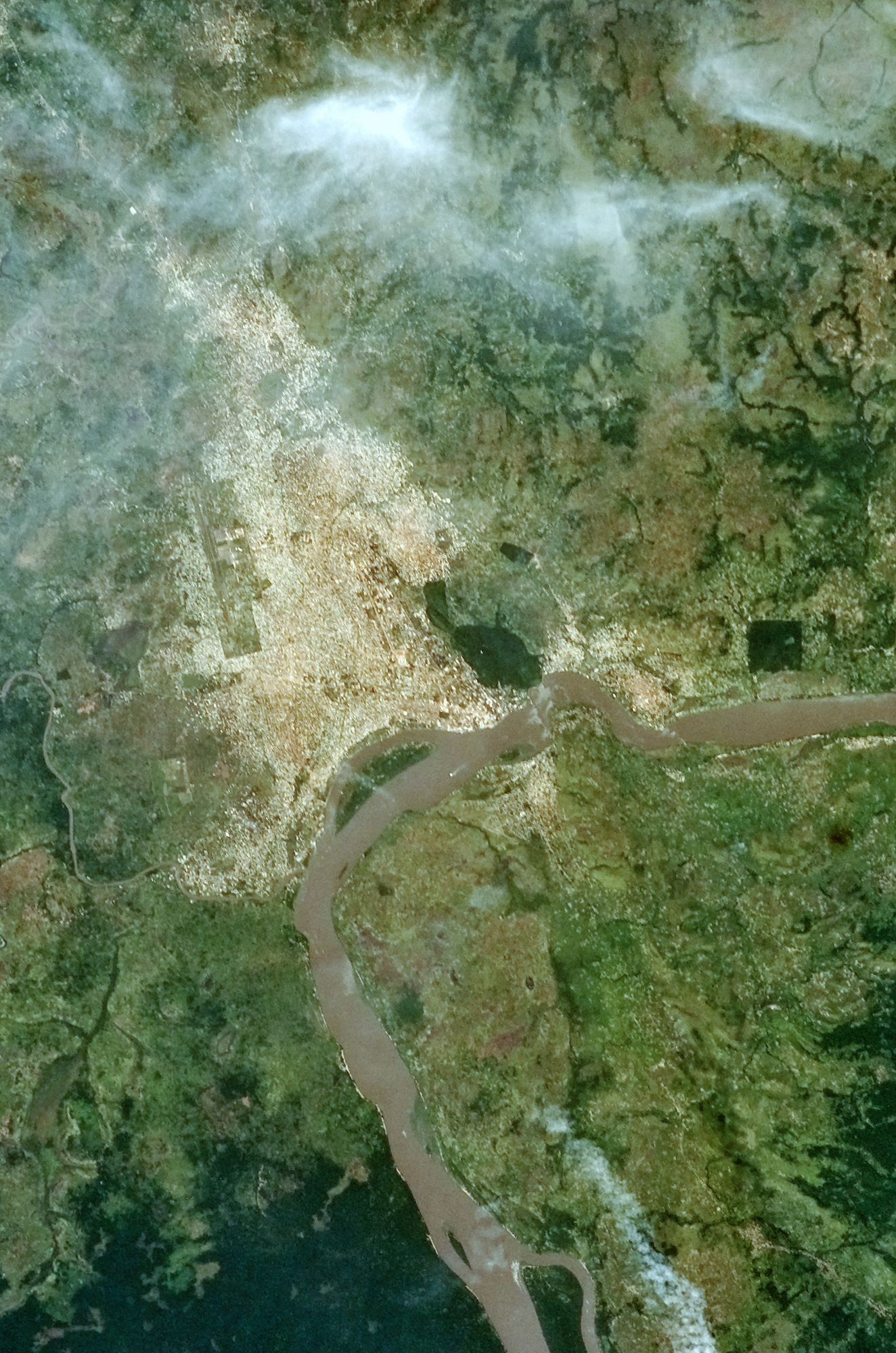
班吉的卫星图像

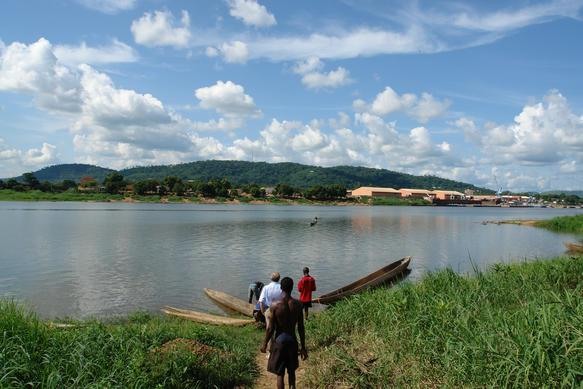
班吉郊区的乌班吉河

班吉位於中非共和國南部邊界附近，坐落在烏班吉河北岸一系列急流之下，急流限制了大型商業船舶向更上游航行。班吉佔地67平方（26平方英里），是該河流上唯一的大城市，在1970年代還被稱為“La Coquette”（美麗城市）。烏班吉河從班吉市區的由東向南流過，在雨季期間該河的流量可比其餘時間高出三倍。可供航行的烏班吉河在班吉以南急轉向南方，作為剛果河主要北部支流，在赤道以南的布拉柴维尔附近與其匯流。烏班吉河標誌著中非共和國和剛果民主共和國之間的邊界，剛果的松戈鎮與班吉隔岸相望。

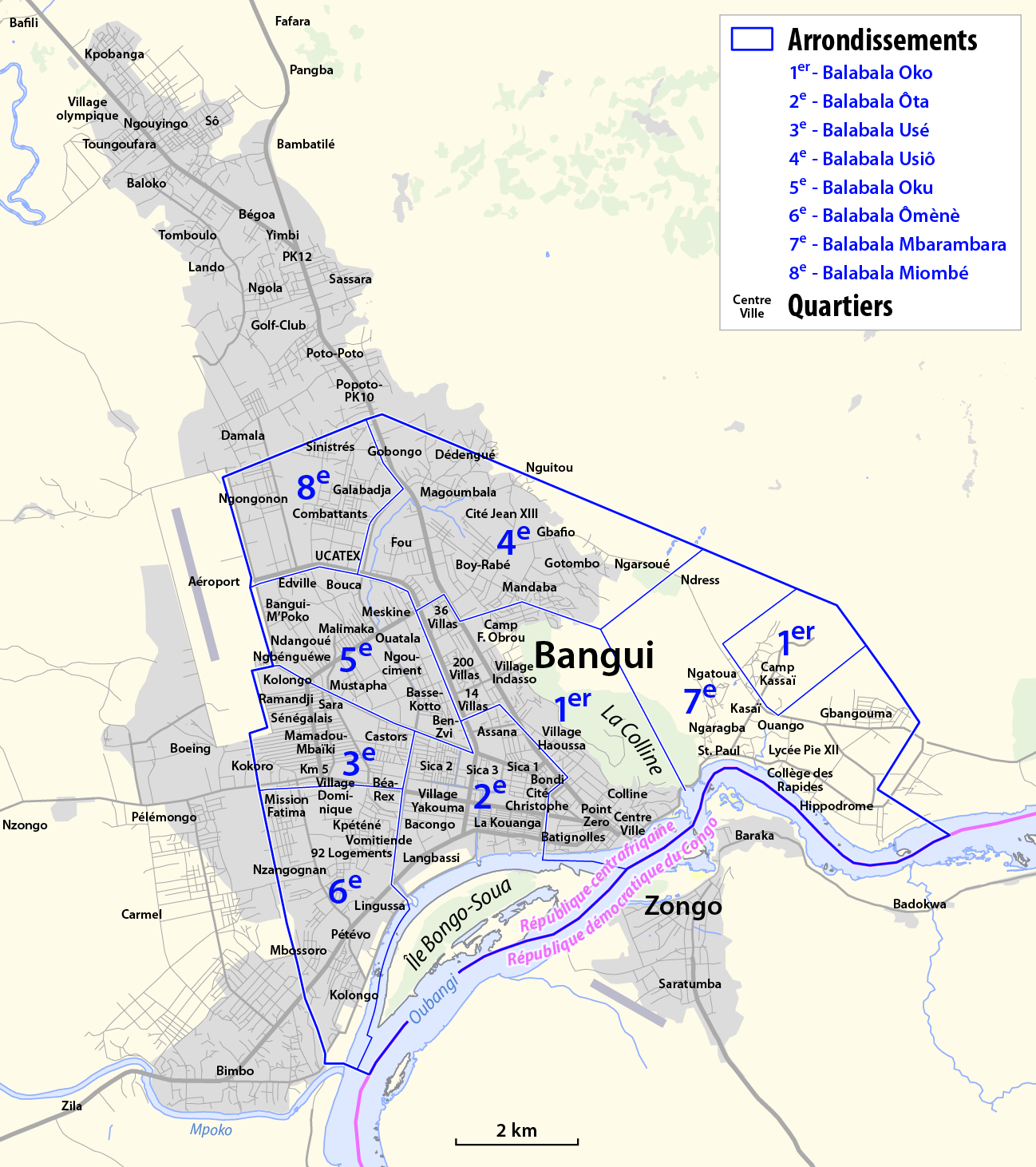
班吉市行政區劃

靠近河岸的市中心有獻給博卡薩的巨大凱旋門，以及總統府和中央市場；往北5（3.1英里）處是住宅區中心，有該市最大的市場和大量夜生活場所。許多郊區的居民住在被稱為“科德羅”（Kodros）的房屋中，是一種屋頂用茅草覆蓋的泥磚造建築。
班吉磁異常是地球上最大、也是非洲最大的磁異常之一，其中心就位於班吉，呈現出一個巨大的橢圓形，長1,000（620英里），寬700（430英里），中心點位於北緯6度，東經18度。它由三部分組成，包括北部、中部和南部異常，磁倾角穿過該異常的中心。儘管此異常已有很多文獻記錄，但其起源尚未完全理解。
中非共和國位於赤道以北，日常氣溫通常至少達攝氏30度。班吉位於該國較靠近赤道的南部，比北部地區稍微炎熱潮濕，其氣候屬於熱帶乾濕季氣候（柯本氣候分類：Aw），冬季較為乾燥。暖季從1月23日至3月18日，寒季則從6月20日至8月27日，此時雨季常常伴隨著雷雨。城市沿河岸邊緊鄰著茂密的熱帶雨林，其幾個鄰里位於低洼易遭受反復洪水侵襲的地區，2009年6月和7月的嚴重降雨使近11,000人無家可歸。
| 班吉（381 m），中非共和國（1931–1955） | 班吉（381 m），中非共和國（1931–1955） | 班吉（381 m），中非共和國（1931–1955） | 班吉（381 m），中非共和國（1931–1955） | 班吉（381 m），中非共和國（1931–1955） | 班吉（381 m），中非共和國（1931–1955） | 班吉（381 m），中非共和國（1931–1955） | 班吉（381 m），中非共和國（1931–1955） | 班吉（381 m），中非共和國（1931–1955） | 班吉（381 m），中非共和國（1931–1955） | 班吉（381 m），中非共和國（1931–1955） | 班吉（381 m），中非共和國（1931–1955） | 班吉（381 m），中非共和國（1931–1955） | 班吉（381 m），中非共和國（1931–1955） |
| 月份                                   | 1月                                    | 2月                                    | 3月                                    | 4月                                    | 5月                                    | 6月                                    | 7月                                    | 8月                                    | 9月                                    | 10月                                   | 11月                                   | 12月                                   | 全年                                   |
| -------------------------------------- | -------------------------------------- | -------------------------------------- | -------------------------------------- | -------------------------------------- | -------------------------------------- | -------------------------------------- | -------------------------------------- | -------------------------------------- | -------------------------------------- | -------------------------------------- | -------------------------------------- | -------------------------------------- | -------------------------------------- |
| 历史最高温 °C（°F）                    | 37.2 (99.0)                            | 38.8 (101.8)                           | 39.5 (103.1)                           | 38.0 (100.4)                           | 38.6 (101.5)                           | 35.8 (96.4)                            | 34.3 (93.7)                            | 34.4 (93.9)                            | 35.9 (96.6)                            | 35.7 (96.3)                            | 36.7 (98.1)                            | 36.2 (97.2)                            | 39.5 (103.1)                           |
| 平均高温 °C（°F）                      | 32.9 (91.2)                            | 33.9 (93.0)                            | 33.5 (92.3)                            | 32.9 (91.2)                            | 31.9 (89.4)                            | 30.9 (87.6)                            | 29.9 (85.8)                            | 29.9 (85.8)                            | 30.6 (87.1)                            | 30.7 (87.3)                            | 31.4 (88.5)                            | 31.8 (89.2)                            | 31.7 (89.1)                            |
| 日均气温 °C（°F）                      | 26.0 (78.8)                            | 27.1 (80.8)                            | 27.4 (81.3)                            | 27.1 (80.8)                            | 26.5 (79.7)                            | 25.3 (77.5)                            | 25.1 (77.2)                            | 25.1 (77.2)                            | 25.4 (77.7)                            | 25.5 (77.9)                            | 25.7 (78.3)                            | 25.7 (78.3)                            | 26.0 (78.8)                            |
| 平均低温 °C（°F）                      | 19.5 (67.1)                            | 20.2 (68.4)                            | 21.3 (70.3)                            | 21.4 (70.5)                            | 21.1 (70.0)                            | 19.7 (67.5)                            | 20.3 (68.5)                            | 20.3 (68.5)                            | 20.2 (68.4)                            | 20.2 (68.4)                            | 20.0 (68.0)                            | 19.3 (66.7)                            | 20.3 (68.5)                            |
| 历史最低温 °C（°F）                    | 13.0 (55.4)                            | 13.1 (55.6)                            | 16.2 (61.2)                            | 14.4 (57.9)                            | 16.0 (60.8)                            | 16.5 (61.7)                            | 15.0 (59.0)                            | 17.0 (62.6)                            | 17.2 (63.0)                            | 17.3 (63.1)                            | 16.9 (62.4)                            | 13.8 (56.8)                            | 13.0 (55.4)                            |
| 平均降水量 mm（）                      | 20 (0.8)                               | 39 (1.5)                               | 116 (4.6)                              | 142 (5.6)                              | 167 (6.6)                              | 134 (5.3)                              | 174 (6.9)                              | 240 (9.4)                              | 185 (7.3)                              | 190 (7.5)                              | 89 (3.5)                               | 24 (0.9)                               | 1,520 (59.9)                           |
| 平均降水天数（≥ 0.1 mm）               | 2                                      | 5                                      | 10                                     | 12                                     | 14                                     | 13                                     | 14                                     | 17                                     | 16                                     | 17                                     | 11                                     | 4                                      | 135                                    |
| 平均相對濕度（％）                     | 70                                     | 64                                     | 71                                     | 76                                     | 79                                     | 81                                     | 83                                     | 83                                     | 83                                     | 83                                     | 81                                     | 75                                     | 77                                     |
| 月均日照時數                           | 203                                    | 201                                    | 191                                    | 184                                    | 193                                    | 158                                    | 138                                    | 138                                    | 143                                    | 158                                    | 171                                    | 220                                    | 2,098                                  |
| 来源1：德國氣象局                      |                                        |                                        |                                        |                                        |                                        |                                        |                                        |                                        |                                        |                                        |                                        |                                        |                                        |
| 来源2：丹麦气象局（日照數據）          |                                        |                                        |                                        |                                        |                                        |                                        |                                        |                                        |                                        |                                        |                                        |                                        |                                        |

## 經濟

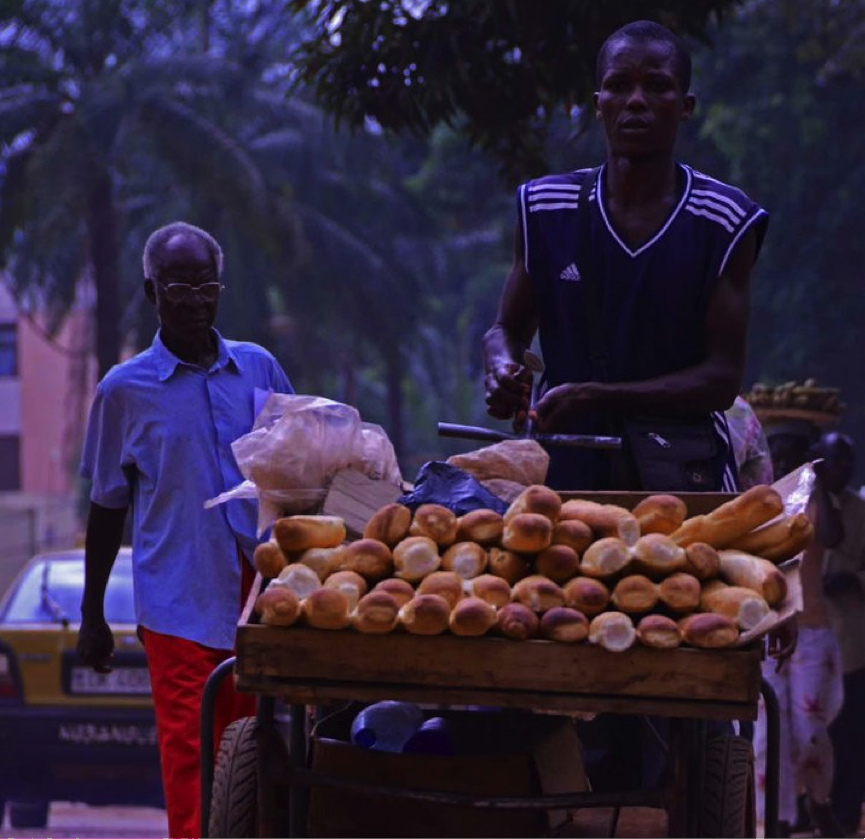
当地市集

班吉是中非行政、贸易和商业中心。二战期间，由于橡胶、棉花、咖啡、铀和钻石等出口产品的增加，该国变得更加富裕。  战后，本地人在殖民政府行政部门的就业推动了该国基础设施的发展并增加了贸易，但也减缓了国家独立运动的发展。 
在戴维·达克托于1960年至1966年担任总统期间，钻石产量显著增加，这是在法国特许公司的垄断结束、法律允许当地居民挖掘钻石时发生的。在达克托于班吉建立钻石切割工厂之后，钻石成为该国的主要出口产品，但在他五年任期结束时，腐败猖獗和财务不纪律导致工人未能获得工资引起民众不满，导致1966年博卡萨发动了军事政变夺取了权力。与此同时，班吉也成为该地区社会文化活动的重要中心，城市建立许多新的机构。然而，该国的政治动荡、腐败猖獗和独裁统治，以及经济衰退加剧，国家主要出口产品的国际价格下跌，导致人民贫困和严重冲突，经济更受到从陷入困境的邻国迁移来的难民影响。
班吉在1946年开设了第一家银行，是西非银行（Banque de l'Afrique Occidentale）在当地建立的分行。阿拉伯商人主导着这座城市的贸易，历史上班吉曾是象牙贸易的重要中心。班吉的制造业包括纺织品、食品、啤酒、鞋类和肥皂。主要出口产品为棉花、橡胶、木料、咖啡和剑麻。 由于持续的冲突，截至2001年，该市失业率接近23％。恩加拉巴中央监狱位于班吉，是该国的国家男性监狱，截至2007年该监狱有476名囚犯，监狱条件据报导非常恶劣。

## 內戰
班基長期有伊斯蘭教和其他宗教之間的武力衝突，支持穆斯林臨時總統裘托狄亞的游擊隊在此長期作戰，與基督教的警察和一些基督教游擊隊時有戰火，法國在此駐有非洲維和軍，也成為攻擊對象，有時戰火甚至蔓延至市中心和機場。

## 交通
班吉是中非共和国的交通枢纽。截至1999年，共有8条公路将班吉与国内其他城镇，以及喀麦隆、乍得与南苏丹等邻国连接起来。在3月至11月雨季，部分道路无法通行。
班吉姆波科国际机场设有飞往巴黎、基加利等地的国际航班。

## 医疗
班吉市东部设有一家综合医院。
中非共和国中，只有班吉市拥有现代医疗系统，但条件较差，仅提供最低限度的护理。相对富裕的阶层一般就诊于私人诊所。据报道，在班吉感染艾滋病的风险较高，许多卡车司机经停班吉时进行不安全的性交易，使该市及该国的艾滋病传播风险大大提高。班吉人感染疟疾的风险亦远高于中非其他地区。

## 外部連結
- 新華網：中非共和国首都——班吉Archive.today的存檔，存档日期2015-01-04